# Сао Бернардо до Кампо
Сао Бернардо до Кампо (на португалски: São Bernardo do Campo, на португалски се произнася по-близко до Сау Бернарду ду Кампу) е град в Южна Бразилия, щат Сао Пауло. Намира се на 20 km южно от центъра на град Сао Пауло. Населението му е около 811 000 души (2009).

## Личности
Родени
- Деко (р. 1977), футболист

1. ↑  www.ibge.gov.br //   Посетен на 24 октомври 2023 г.